# S/2003 J 23
S/2003 J 23 és un satèl·lit natural retrògrad irregular del planeta Júpiter. Fou descobert l'any 2004 per un equip de la Universitat de Hawaii liderat per Scott Sheppard, a partir d'una sèrie de fotografies fetes entre el 5 i el 7 de febrer.

## Característiques
S/2003 J 23 té un diàmetre d'uns 2 quilòmetres, i orbita Júpiter a una distància mitjana de 22,740 milions de km en 700.538 dies, a una inclinació de 149 º a l'eclíptica (149° a l'equador de Júpiter), en una direcció retrògrada i amb una excentricitat de 0,3931.
Podria pertànyer al grup de Pasífae, compost pels satèl·lits irregulars retrògrads de Júpiter en òrbites entre els 23 i 24 milions de km i en una inclinació entre el 144,5° i els 158,3° .

## Denominació
Com que la seva òrbita encara no ha estat determinada amb precisió, el satèl·lit conserva la seva designació provisional que indica que fou el vint-i-tresè satèl·lit descobert al voltant de Júpiter l'any 2003.